# Friederike Roth
Pour les articles homonymes, voir Roth.
Friederike Roth, née le 6 avril 1948 à Sindelfingen (Allemagne), est une écrivain et dramaturge allemande.

## Biographie
Née en 1948, Friederike Roth étudie, après son baccalauréat, la philosophie et la linguistique à l'université de Stuttgart jusqu’en 1975. Sa thèse de doctorat porte sur Georg Simmel
De 1976 à 1979, elle enseigne l'anthropologie et la sociologie à la Fachhochschule für Sozialwesen d'Esslingen am Neckar. Depuis 1979, elle travaille comme dramaturge de pièces radiophoniques au Süddeutscher Rundfunk (devenue la Südwestrundfunk) à Stuttgart.
Sa pièce Klavierspiele a été adaptée à la télévision à deux reprises, en 1981 (Klavierspiele) et 1983 (Leikkejä pianolle).

## Récompenses et distinctions
Elle s'est vue décerné le Johann-Friedrich-von-Cotta-Literatur- und Übersetzerpreis der Landeshauptstadt Stuttgart, un prix littéraire de la cité de Stuttgart, en 1982, ainsi que le Ingeborg-Bachmann-Preis en 1983.